# Aníbal Maria di Francia
Aníbal Maria di Francia, em italiano:  Annibale Maria di Francia (Messina, 5 de julho de 1851 — Messina, 1 de junho de 1927) foi um sacerdote católico beatificado em 7 de outubro de 1990 pelo Papa João Paulo II e canonizado em 16 de maio de 2004 também pelo Papa João Paulo II que o denominou como "o Apóstolo da oração pelas vocações e pai dos órfãos e dos pobres".

## Histórico

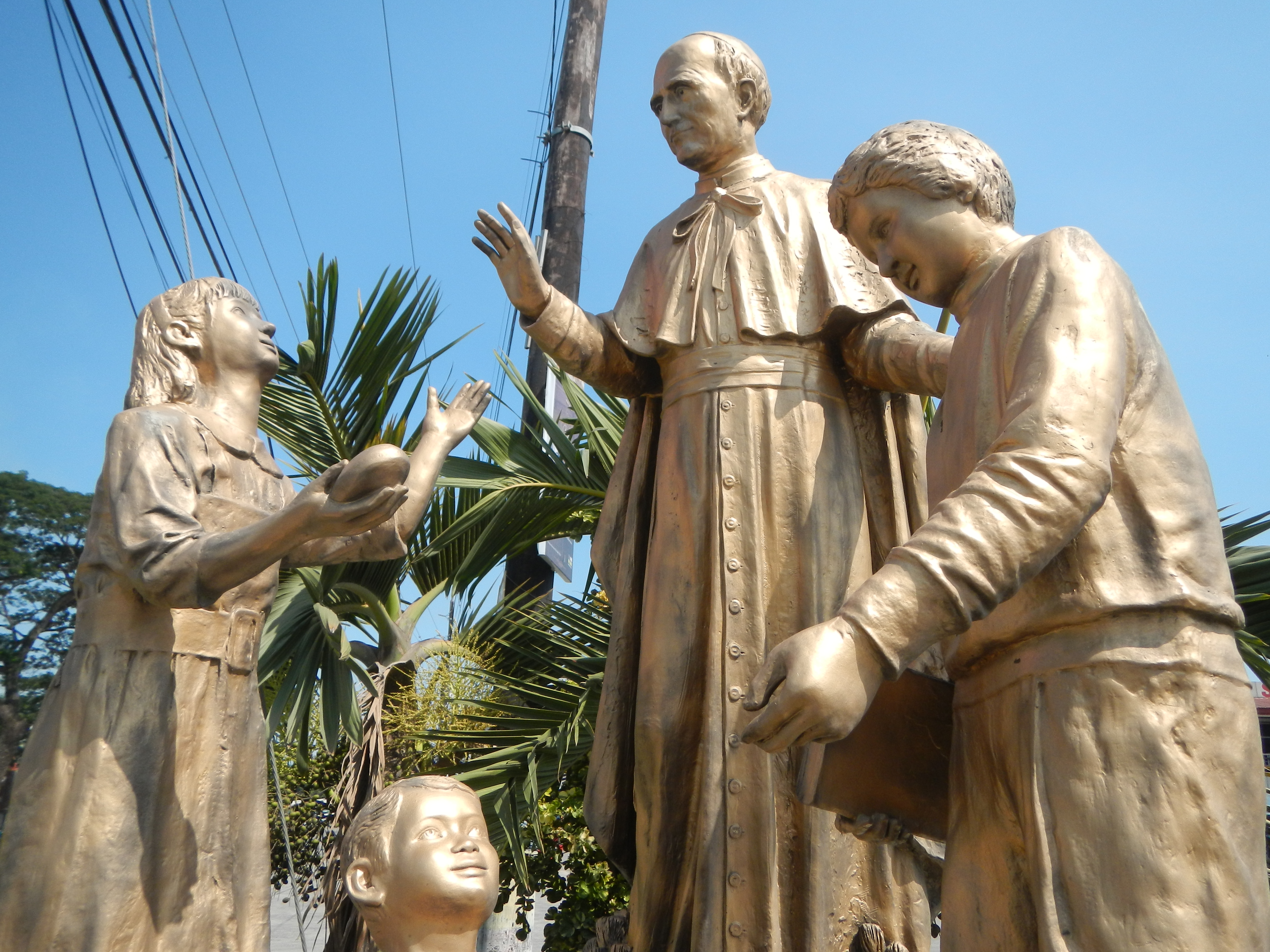
Estátua de Santo Aníbal

O Milagre nas Filipinas é o responsável pela sua Canonização. Em uma recém nascida, Charisse Nicole Diaz, teve meningoencefalite – um tipo de meningite que atinge o cérebro-, agravada por infecção bacteriana, hidrocefalia – acúmulo de líquor no cérebro – e atrofia cortical cerebral. Por intercessão de Padre Aníbal, no 36° dia de internação hospitalar, a menina teve alta, completamente curada, sem qualquer problema psico-motor, que sempre acomete a pessoa quando há hidrocefalia e atrofia cerebral.
Fundou duas ordens religiosas: em 1887, a Congregação das Filhas do Divino Zelo e, em 1897, a Congregação dos Rogacionistas do Coração de Jesus. Sua obra toda se baseia no Rogate ("Rogai"), do Evangelho de Mateus («A colheita é grande, mas os trabalhadores são poucos. Rogai [Rogate], pois, ao dono da colheita que mande trabalhadores para a sua colheita» (Mateus 9:38)), daí ele tratar esta devoção como uma espécie de "quarto voto" aos que entram nas congregações por ele fundadas.
Foram seus pais, a nobre senhora Anna Toscano e o cavalheiro Francisco, marquês de Santa Catarina de Jonio, vice-cônsul pontifício e capitão honorário da marinha.
O Carisma fundacional: O "Rogate" (Rogate ergo Dominum):
Com apenas 17 anos, Aníbal Maria Di Francia, diante de Jesus Sacramentado, recebeu uma graça especial que podemos definir como “a inteligência do Rogate (Rogai)”. Descobriu a necessidade da oração pelas vocações, que, em seguida, encontrou expressa no versículo do evangelho: “A colheita é grande, mas os operários são poucos. Rogai (=Rogate), pois, ao Senhor da colheita que envie operários para sua colheita” (Mt 9,38; Lc 10,2). Esta “rogação evangélica de Jesus” - como definiria depois - constituiu o grande ideal de sua vida. Intuiu que o “Rogate” não devia ser considerado como uma simples recomendação do Senhor, mas um mandamento explícito, um forte convite, um “remédio infalível” às necessidades e aos problemas sociais. Ele afirmava: “O que é este punhado de órfãos que são evangelizados diante dos milhões que se perdem e são abandonados como ovelhas sem pastor? Eu procurava uma saída, ampla, imensa e a encontrei naquelas adoráveis palavras de nosso Senhor Jesus Cristo: Rogate... Pareceu-me, então, ter encontrado o segredo de todas as boas obras e da salvação de todos”. 
“(...) aquela Palavra, se tu estiveres abatido, te confortará e, se estiveres exaltado, te acalmará; se estiveres na frieza, darle-á fervor e, se estiveres agitado, te tornará sereno; e se te encontrares fraco, ela te dará fortaleza e, se fores duro, darte-á suavidade; se estiveres em dúvida, te iluminará e, se estiveres com a verdade, te confirmará; se tens medo, darte-á coragem, e se fores audacioso, te fará prudente; se estiveres angustiado, te dará a paz e se estiveres em paz, te-la-ás em acréscimo; se és inocente, ela te protegerá, se pecador, te dará o perdão; se estiveres extraviado, ela te encontrará (...).”
(Dos Escritos de Santo Aníbal Maria). 
“Vós recolhestes da boca adorável de Jesus Cristo e do seu divino coração a Palavra Divina, na qual está contido o segredo da salvação das almas e da curabilidade das Nações: ‘Pedi ao Dono da Messe que envie Operários a sua Messe.’ Aquela Palavra estava ali, no livro do Santo Evangelho, registrada por dois evangelistas. Milhares de Ordens e Congregações Religiosas espoliaram santamente aquele Livro Divino, tomando como norma de seu Instituto quer um versículo, quer outro; quer uma sentença, quer uma outra, quer aquele mandamento, quer aquele conselho; mas, como se Jesus Senhor nosso tivesse posto a sua mão divina sobre ele, para esconder aquela Palavra sublime, aquele mandamento divino, ninguém o notou, até que às mais miseráveis de suas criaturas o adorável Redentor a descobriu, indicou-a, introduziu-a (...)”.
(Discurso, panegíricos de Santo Aníbal Maria. p.p. 397-400: vestição religiosa de 19 de Março de 1908).
“Declaro que tenho particular devoção por este Instituto e decidi abraçá-lo, não somente por ele se dedicar às mais belas obras de caridade espiritual e temporal, isto é, ser salvaguarda da orfandade abandonada e evangelização e socorro das classes pobres e abandonadas, não somente por meus próprios motivos, mas principalmente, porque talvez, seja na Igreja, o único que se dedicou à missão sublime da Divina Palavra: ‘Rogate ergo Dominum Messis, ut operários in messem suam.’”
(Quarenta Declarações de Santo Aníbal Maria, número 7).
“É grande o tesouro que nos foi confiado, mas nós devemos tremer que nos seja tirado, se não correspondermos com a observância da vida religiosa.” (Constituições – retirado da Antologia Rogacionista p. 591). 